# Das Herz eines Captains
Das Herz eines Captains (Originaltitel: Samaritan Snare) ist die 17. Folge der zweiten Staffel der US-amerikanischen Science-Fiction-Fernsehserie Raumschiff Enterprise – Das nächste Jahrhundert. Sie wurde in den Vereinigten Staaten über Syndication vermarktet und erstmals am 15. Mai 1989 auf verschiedenen Fernsehsendern ausgestrahlt. In Deutschland war sie zum ersten Mal am 24. April 1992 in einer synchronisierten Fassung im ZDF zu sehen.

## Handlung
Im Jahr 2365 bei Sternzeit 42779.1 ist die Enterprise unterwegs zu einem Pulsar-Cluster. Der junge Fähnrich Wesley Crusher soll derweil mit einem Shuttle zur Sternenbasis 515 fliegen, um dort eine Prüfung abzulegen. Captain Picard erfährt von Schiffsärztin Pulaski, dass sein künstliches Herz dringend ausgetauscht werden muss. Picard möchte jedoch vermeiden, dass unter der Schiffsbesatzung allgemein bekannt wird, dass er ein künstliches Herz besitzt. Er will es daher nicht von Pulaski tauschen lassen, sondern entschließt sich, Wesley zu begleiten, um den Eingriff auf der Sternenbasis durchführen zu lassen.
Nach dem Start des Shuttles empfängt die Enterprise einen Notruf. Er stammt von einem Raumschiff der Pakleds, doch die scheinen sowohl technisch als auch sprachlich äußerst einfach gestrickt zu sein und können immer nur wiederholen, dass sie auf der Suche nach „Dingen“ sind, die sie „voran bringen“, und dass ihr Schiff „kaputt“ sei. Chefingenieur La Forge bietet seine Hilfe bei der Reparatur an und beamt allein auf das fremde Schiff, obwohl Sicherheitschef Worf und Counselor Troi Bedenken anmelden. La Forge entdeckt einen Fehler im Navigationssystem, der schnell repariert ist, doch plötzlich fällt die Hauptenergie aus, wodurch sich seine Rückkehr auf die Enterprise verzögert. Der erste Offizier Riker verliert die Geduld und bietet den Pakleds an, ihr Schiff zur nächsten Sternenbasis zu schleppen, doch die bestehen darauf, dass La Forge die Reparaturen durchführt. Als Riker ihn wieder zurück zur Enterprise beamen will, betäuben die Pakleds La Forge mit einem Phaser und aktivieren die Schutzschilde ihres Schiffs. Offensichtlich waren die Fehlfunktionen nur vorgetäuscht. Für die Freilassung von La Forge fordern die Pakleds nun sämtliche Informationen aus dem Schiffscomputer der Enterprise.
Der Flug des Shuttles zur Raumstation dauert einige Stunden. Zwischen Picard und Wesley entspinnt sich ein Gespräch, in dem der Captain zögerlich offenbart, dass eine Herzoperation der Grund für seine Reise ist. Schließlich erzählt er, wie er zu seinem künstlichen Herz gekommen ist. Als junger Offizier war er mit einigen Freunden auf der Sternenbasis Earhart stationiert. Dort traf er auf eine Gruppe Nausicaaner, die offensichtlich Streit suchten. Alle waren klug genug, ihnen aus dem Weg zu gehen, nur er nicht. Einer der Nausicaaner trieb Picard schließlich von hinten ein Messer ins Herz und er überlebte nur durch sofortige medizinische Hilfe. Schließlich erreicht das Shuttle die Sternenbasis. Wesley begleitet Picard noch bis zur Klinik – auf ausdrücklichen Wunsch von Dr. Pulaski, die sicherstellen will, dass Picard sich auch wirklich dem Eingriff unterzieht.
Auf der Enterprise plant Riker die Befreiung von La Forge und entschließt sich zu einem Trick. Während eines Gesprächs lässt er zahlreiche technische Begriffe fallen, die die Pakleds glauben machen, La Forge sei ein Waffenspezialist. Der versteht die Hinweise und als die Pakleds ihn auffordern, ihre Waffensysteme zu verbessern, geht er scheinbar darauf ein, macht sie in Wirklichkeit jedoch unbrauchbar.
Währenddessen kommt es bei Picards Operation zu Komplikationen, die der zuständige Chirurg nicht beheben kann. Daher wird ein Notruf gesendet. Die Enterprise soll schnellstens zur Sternenbasis fliegen, damit Dr. Pulaski die Operation abschließen kann. Riker will jedoch nicht abfliegen, bevor La Forge gerettet ist. Die Pakleds wollen ihre vermeintlich verbesserten Waffen abfeuern, doch nichts passiert. Zugleich lässt die Enterprise Wasserstoff ab, was einen eindrucksvollen, aber harmlosen roten Lichteffekt verursacht. La Forge behauptet, Riker habe das „rote Schutzschild“ aktiviert, das die Waffen der Pakleds wirkungslos macht. Die Pakleds glauben, sie seien besiegt, senken die Schilde und lassen La Forge frei. Die Enterprise kann nun endlich zur Sternenbasis aufbrechen, wo Pulaski Picards Leben rettet. Als er aufs Schiff zurückkehrt, wird er von der Mannschaft freudig empfangen. Er ignoriert das jedoch und informiert sie stattdessen darüber, dass Wesley seine Prüfung erfolgreich bestanden hat.

## Verbindungen zu anderen Star-Trek-Produktionen
Einige Elemente aus dieser Folge wurden in späteren Star-Trek-Produktionen wieder aufgegriffen:
- Die Ereignisse, die dazu führten, dass der junge Picard ein künstliches Herz erhielt, wurden in Folge 6.15 (Willkommen im Leben nach dem Tode) von Raumschiff Enterprise – Das nächste Jahrhundert dargestellt. Auch die hierfür verantwortlichen Nausicaaner, die in Das Herz eines Captains nur erwähnt wurden, haben in Willkommen im Leben nach dem Tode ihren ersten Auftritt.
- Die Pakleds haben hier ihren ersten Auftritt. Sie waren später in zahlreichen Folgen von Star Trek: Deep Space Nine als Statisten zu sehen. In den ersten beiden Staffeln der animierten Serie Star Trek: Lower Decks spielten sie erneut eine größere Rolle.

Wesley Crusher deutet in Das Herz eines Captains an, dass die Klingonen Mitglieder der Föderation seien. Allerdings wurde bereits in Folge 1.20 (Worfs Brüder) von Raumschiff Enterprise – Das nächste Jahrhundert etabliert, dass lediglich eine Allianz zwischen beiden Mächten besteht.

## Produktion

### Drehbuch
Der Autor Robert McCullough wollte eine völlig neuartige Spezies erfinden, die nicht überlegen sein sollte und bei der Entwicklung ihrer Kultur eine Hemmung erfahren hatte. Er bezeichnete sie selbst diffamierend als „Dritte-Welt-Aliens“. Diese Spezies sollte deshalb durch andere Wege versuchen, an Errungenschaften zu kommen, die andere Spezies bereits haben.
Die Namen der Pakleds, Grebnedlog und Reginod, stammen noch aus der Schulzeit des Drehbuchautors Robert McCullough. McCullough, der damals noch Goldenberg hieß, hatte einen Freund namens Donager und die beiden sprachen sich scherzhaft mit Rückwärtsschreibungen ihrer Nachnamen an.
Der Umstand, dass ausgerechnet Pulaski die Spezialistin sein musste, die Picard zu operieren vermag, wurde nicht erklärt.

### Darsteller
Christopher Collins, Darsteller von Grebnedlog, hatte zuvor bereits den Klingonen Kargan in Folge 2.08 (Der Austauschoffizier) von Raumschiff Enterprise – Das nächste Jahrhundert gespielt. Er spielte später noch zwei Markalianer in zwei Folgen von Star Trek: Deep Space Nine.
Lycia Naff hat hier ihren letzten von zwei Auftritten als Fähnrich Sonya Gomez in Raumschiff Enterprise – Das nächste Jahrhundert. Sie sprach die Rolle noch einmal in Folge 2.10 (Erster Erster Kontakt) der animierten Serie Star Trek: Lower Decks aus dem Jahr 2021.
LeVar Burton konnte seinen Charakter La Forge in dieser Episode erstmals ausgiebig spielen.

### Kulissen
Das Matte Painting von Sternenbasis 515 war ursprünglich als Ansicht der Hauptstadt des Planeten Angel One in Folge 1.14 (Planet Angel One) angefertigt worden.

### Modelle
Für das Pakled-Schiff wurde ein neues Modell angefertigt. Es wurde später in modifizierter Form in mehreren Folgen von Raumschiff Enterprise – Das nächste Jahrhundert und Star Trek: Deep Space Nine für Raumschiffe verschiedener Völker wiederverwendet.
Für den Flug zur Sternenbasis hätte eigentlich die Yacht des Captains verwendet werden sollen. Aus Budgetgründen verzichtete man jedoch darauf, ein neues Modell anzufertigen und griff stattdessen auf ein bereits vorhandenes Shuttle zurück. Die Außenaufnahmen wurden aus den Folgen 2.07 (Die jungen Greise) und 2.16 (Zeitsprung mit Q) wiederverwendet.

## Rezeption
Keith DeCandido bewertete Das Herz eines Captains 2011 auf tor.com als äußerst schlechte Folge von Raumschiff Enterprise – Das nächste Jahrhundert. Die gemeinsame Shuttlereise von Picard und Wesley fand er großartig. Picards überraschendes Herzversagen am Ende der Folge sei hingegen recht lahm inszeniert. Die Haupthandlung um die Pakleds fand DeCandido an keiner Stelle überzeugend. Die Pakleds taugten weder als Bedrohung noch hätten sie humoristisches Potenzial. Rikers Entscheidung, La Forge entgegen dem Rat seiner Kollegen allein auf ein unbekanntes Raumschiff beamen zu lassen, sei äußerst leichtfertig und die Rettungsaktion mittels des roten Kraftfelds wirke so subtil wie ein schlecht geschriebenes Schultheaterstück.